# A Touch of Evil: Live
Az A Touch of Evil: Live a brit Judas Priest 2009-ben megjelent koncertlemeze. A felvételek a 2005 és 2009 közti időszakban készültek. A lemez a Billboard 200-as listáján a 87. helyig jutott. Az albumon szereplő Dissident Aggressor felvétel hozta meg a zenekarnak az első Grammy-díjat a "Best Metal Performance" kategóriában.

## Számlista
1. Judas Rising (Rob Halford, K. K. Downing, Glenn Tipton)
2. Hellrider (Halford, Downing, Tipton)
3. Between the Hammer and the Anvil (Halford, Downing, Tipton)
4. Riding on the Wind (Halford, Downing, Tipton)
5. Death (Halford, Downing, Tipton)
6. Beyond the Realms of Death (Halford, Les Binks)
7. Dissident Aggressor (Halford, Downing, Tipton)
8. A Touch of Evil (Halford, Downing, Tipton, Chris Tsangarides)
9. Eat Me Alive (Halford, Downing, Tipton)
10. Prophecy (Halford, Downing, Tipton)
11. Painkiller (Halford, Downing, Tipton)

Japán bónuszdalok
1. Worth Fighting For (Halford, Tipton, Downing)
2. Deal with the Devil (Halford, Tipton, Downing, Roy Z)

iTunes bónuszdal
1. Breaking the Law (Halford, Tipton, Downing)

## Zenészek
- Rob Halford: ének
- K. K. Downing: gitár
- Glenn Tipton: gitár
- Ian Hill: basszusgitár
- Scott Travis: dob